# Skoplje '63
Skoplje '63 é um documentário iugoslavo de 1964 dirigido e escrito por Veljko Bulajić.
Foi selecionado como representante da Iugoslávia à edição do Oscar 1965, organizada pela Academia de Artes e Ciências Cinematográficas.